# John Henry Muirhead
John Henry Muirhead, 28 avril 1855 – 24 mai 1940, est un philosophe britannique surtout connu pour avoir fondé la Muirhead Library of Philosophy (en) en 1890. Il est la première personne nommée à la chaire de philosophie de l'université de Birmingham en 1900.
Écrits de J.H. Muirhead (sélection)
- The Inner Life in Relation to Morality: A Study in the Elements of Religion (an article in International Journal of Ethics January 1891, pages 169 to 186)
- The Elements of Ethics: an Introduction to Moral Philosophy (1892) - Charles Scribner's Sons, New York.
- Abstract and Practical Ethics (an article in American Journal of Sociology November 1896, Volume II,  pages 341 to 357).
- Chapters from Aristotle's Ethics (1900) - John Murray, London.
- Philosophy and Life; and other Essays (1902) - Swan Sonnenschein & Co. Ltd, London.
- Wordsworth's Ideal of Early Education (an article in International Journal of Ethics April 1904, pages 339 to 352).
- The Service of the State: four lectures on the Political Teaching of T. H. Green (1908) - John Murray, London.
- The Ethical Aspect of the New Theology (an article in International Journal of Ethics April 1904 January 1910, pages 129 to 140).
- German Philosophy in relation to the War (1915) - John Murray, London.
- Social Purpose: a contribution to a Philosophy of Civic Society with H. J. W. Hetherington (1918) - London: G. Allen & Unwin; New York: Macmillan.
- The Life and Philosophy of Edward Caird (écrit avec Sir Henry Jones) (1921) – Maclehose, Jackson and Co., Glasgow.
- Coleridge as Philosopher (1930) - Macmillan, New York.
- The Platonic Tradition in Anglo-Saxon Philosophy: Studies in the History of Idealism in England and America (1931) - London: G. Allen & Unwin; New York: Macmillan.
- The Use of Philosophy: Californian Addresses (1979) - Greenwood Press.
- Rule and End in Morals (1969) - Books for Libraries Press

## Source de la traduction
- (en) Cet article est partiellement ou en totalité issu de l’article de Wikipédia en anglais intitulé « John Henry Muirhead » (voir la liste des auteurs).